# Vilho Ruuskanen
Vilho "Ville" Ruuskanen, född 12 oktober 1912 i Terijoki, död 7 oktober 1980 i Helsingfors, var en finländsk sångare och skådespelare.
Ruuskanens far var snickare och han själv började studera sång vid Sibelius-akademin i Helsingfors åren 1930-1933, 1934-1936 och 1949. Teaterkarriären inleddes vid en teater i Vallgård, men 1935 flyttade Ruuskanen över till Finlands nationalteater. Efter att ha verkat vid teatern i Björneborg var Ruuskanen bunden till nationalteatern 1938-1947 samt verkade för Finlands arbetarteater 1948-1955. Vid den sistnämnda verkade Ruuskanen även som freelance-skådespelare. Filmkarriären började under början av 1930-talet och fick agera polisman i tio filmer och dräng i tre. 1953 gjorde Ruuskanen, som uppträtt i flera operettroller, fyra skivinspelningar med sånger av bland andra Tapio Ilomäki och Usko Kemppi.
Under 1960-talet medverkade Ruuskanen i olika TV-serier och medverkade såväl i totalt 58 filmer och serier. Åren 1943-1947 samt 1950-1955 var Ruuskanen gift med skådespelaren Eeva-Liisa Perho, född Wikfors.